# Hondaella
Hondaella là một chi rêu trong họ Hypnaceae.